# Anna Fischer (Chemikerin)
Anna Fischer (* 13. September 1981 in Mainz) ist eine deutsche Chemikerin und Professorin an der Universität Freiburg.

## Werdegang
Nach der schulischen Ausbildung in Paris studierte Fischer von 2001 bis 2005 an der Universität Pierre und Marie Curie Chemie und promovierte von 2005 bis 2008 am Max-Planck-Institut für Kolloid- und Grenzflächenforschung (MPIKG) in Potsdam. Die Dissertation mit dem Thema „Synthesis of nanostructured metal nitrides through reactive hard-templating“ fertigte sie unter der Leitung von Markus Antonietti und Arne Thomas an. Nach einem Postdoc-Aufenthalt am MPIKG war Fischer von 2009 bis 2014 Gruppenleiterin am Institut für Chemie der Technischen Universität Berlin, wo sie über nanostrukturierte Elektroden für die (Bio)-Elektrokatalyse forschte. Seit 2014 ist Fischer Professorin für anorganische funktionale Materialien am Institut für Anorganische und Analytische Chemie der Albert-Ludwigs-Universität Freiburg.

## Forschung
Die Forschung der Arbeitsgruppe um Anna Fischer konzentriert sich auf die Entwicklung, Synthese und Charakterisierung von neuartigen nanostrukturierten funktionalen Materialien für elektrokatalytische Anwendungen, insbesondere Materialien und Grenzflächen für die elektrochemische Energieumwandlung und Energiespeicherung. Dabei sind die Reduktion von Sauerstoff, die Oxidation von Wasserstoff, sowie Sauerstoff- und Wasserstoff-Entwicklungsreaktionen von besonderem Interesse.

## Publikationen
Mit Stand September 2023 listet Google Scholar für Fischer 141 Publikationen mit 9042 Zitierungen und einem h-Index von 36.
Meistzitierte Publikationen:
- Arne Thomas, Anna Fischer, Frederic Goettmann, Markus Antonietti, Jens-Oliver Müller, Robert Schlögl, Johan M. Carlsson: Graphitic carbon nitride materials: variation of structure and morphology and their use as metal-free catalysts. In: Journal of Materials Chemistry. Band 18, Nr. 41, 2008, S. 4893–4908, doi:10.1039/B800274F.
- Frederic Goettmann, Anna Fischer, Markus Antonietti, Arne Thomas: Chemical Synthesis of Mesoporous Carbon Nitrides Using Hard Templates and Their Use as a Metal-Free Catalyst for Friedel–Crafts Reaction of Benzene. In: Angewandte Chemie International Edition. Band 45, Nr. 27, 2006, S. 4467–4471, doi:10.1002/anie.200600412.
- Ivelina Zaharieva, Petko Chernev, Marcel Risch, Katharina Klingan, Mike Kohlhoff, Anna Fischer, Holger Dau: Electrosynthesis, functional, and structural characterization of a water-oxidizing manganese oxide. In: Energy & Environmental Science. Band 5, Nr. 5, 2012, S. 7081–7089, doi:10.1039/C2EE21191B.
- Xin-Hao Li, Jinshui Zhang, Xiufang Chen, Anna Fischer, Arne Thomas, Markus Antonietti, Xinchen Wang: Condensed Graphitic Carbon Nitride Nanorods by Nanoconfinement: Promotion of Crystallinity on Photocatalytic Conversion. In: Chemistry of Materials. Band 23, Nr. 19, 2011, ISSN 0897-4756, S. 4344–4348, doi:10.1021/cm201688v (acs.org).
- Jörg Polte, Xenia Tuaev, Maria Wuithschick, Anna Fischer, Andreas F. Thuenemann, Klaus Rademann, Ralph Kraehnert, Franziska Emmerling: Formation Mechanism of Colloidal Silver Nanoparticles: Analogies and Differences to the Growth of Gold Nanoparticles. In: ACS Nano. Band 6, Nr. 7, 2012, S. 5791–5802, doi:10.1021/nn301724z.